# Campionato del mondo di scacchi 1986
Il campionato del mondo di scacchi 1986 fu conteso tra il campione in carica Garri Kasparov e Anatolij Karpov, tra il 28 luglio e l'8 ottobre. Kasparov vinse 12,5-11,5, conservando così il titolo.

## Storia
Questo match rappresentò il terzo campionato del mondo conteso tra Kasparov e Karpov: essi infatti si erano scontrati una prima volta nel campionato mondiale 1984, il quale fu però interrotto dal presidente della FIDE dopo cinque mesi e 48 partite giocate sul 5-3 per Karpov, adducendo come motivo le condizioni di salute dei due giocatori. Come ripetizione del match fu quindi organizzato il mondiale 1985, al meglio delle 24 partite, con la condizione che se Karpov avesse perso avrebbe avuto la possibilità di ridisputare il titolo mondiale l'anno successivo. Il mondiale del 1986 fu appunto questo match "di rivincita".

## Organizzazione
Originariamente il campionato mondiale avrebbe dovuto giocarsi, su richiesta di Karpov, a febbraio, quindi appena tre mesi dopo la fine del mondiale del 1985 (che si era concluso il 9 novembre). Kasparov rifiutò questi termini, nonostante la minaccia del presidente della FIDE Campomanes di assegnare d'ufficio il titolo a Karpov. La federazione sovietica di scacchi mediò tra i due giocatori, che si accordarono per iniziare il nuovo match alla fine di luglio, e che il perdente sarebbe stato inserito nella finale dei match dei candidati per decidere lo sfidante del campione del mondo nel mondiale 1987, che si sarebbe tenuto in luglio o in agosto.
La scelta della sede di gioco fu inusuale: le prime dodici partite si svolsero infatti a Londra, che celebrò il centenario del primo campionato del mondo (anch'esso svoltosi in diverse sedi), mentre le altre dodici si svolsero nell'allora Leningrado. Fu il primo campionato del mondo conteso tra due giocatori sovietici ad essere giocato fuori dall'Unione Sovietica.
L'arbitro fu il Grande maestro Lothar Schmid.

## Risultati
|                                     | 1 | 2 | 3 | 4 | 5 | 6 | 7 | 8 | 9 | 10 | 11 | 12 | 13 | 14 | 15 | 16 | 17 | 18 | 19 | 20 | 21 | 22 | 23 | 24 | Totale |
| ----------------------------------- | - | - | - | - | - | - | - | - | - | -- | -- | -- | -- | -- | -- | -- | -- | -- | -- | -- | -- | -- | -- | -- | ------ |
| Garri Kasparov ( Unione Sovietica)  | ½ | ½ | ½ | 1 | 0 | ½ | ½ | 1 | ½ | ½  | ½  | ½  | ½  | 1  | ½  | 1  | 0  | 0  | 0  | ½  | ½  | 1  | ½  | ½  | 12,5   |
| Anatolij Karpov ( Unione Sovietica) | ½ | ½ | ½ | 0 | 1 | ½ | ½ | 0 | ½ | ½  | ½  | ½  | ½  | 0  | ½  | 0  | 1  | 1  | 1  | ½  | ½  | 0  | ½  | ½  | 11,5   |